# 库万 (安德尔省)
库万（法語：Coings，法語發音：[kwɛ̃] ⓘ）是法国安德尔省的一个市镇，位于该省中部，省会沙托鲁市区以北，属于沙托鲁区。

## 地理
库万（46°53'11"N, 1°42'56"E）面积29.33 平方千米，位于法国中央-卢瓦尔河谷大区安德尔省，该省份为法国中部省份，北起卢瓦-谢尔省，西北接安德尔-卢瓦尔省，西南接维埃纳省，南至克勒兹省和上维埃纳省，东临谢尔省。
与库万接壤的市镇（或旧市镇、城区）包括：布里永、拉尚珀努瓦斯、代奥勒、蒙捷绍姆、维讷伊。
库万的时区为UTC+01:00、UTC+02:00（夏令时）。

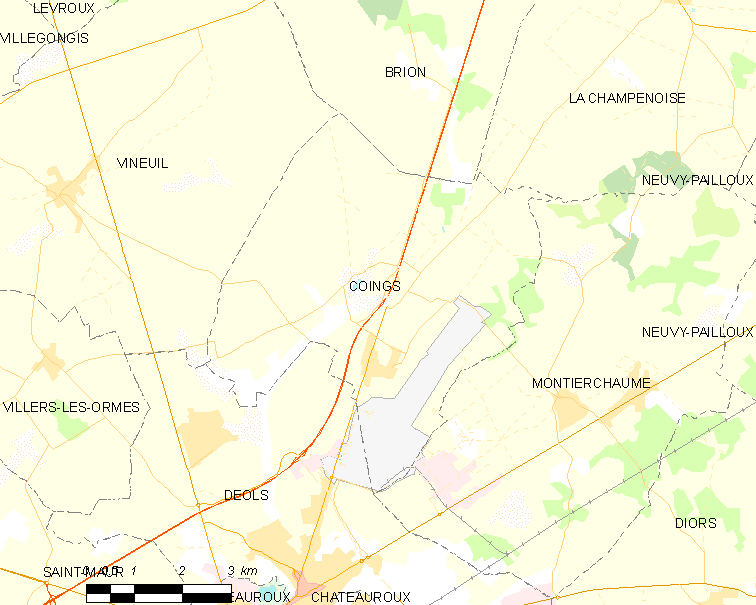
库万的OSM定位图

## 行政
库万的邮政编码为36130，INSEE市镇编码为36057。

## 政治
库万所属的省级选区为勒夫鲁县。

## 经济
该镇位于奶制品产区，主要生产瓦朗赛奶酪。另外还出产贝里扁豆。

## 人口

1962-2008年间库万人口变化图示

库万于2022年1月1日时的人口数量为903人。